# 府底村
府底村，是中华人民共和国山西省晋城市阳城县固隆乡下辖的一个乡镇级行政单位。
2019年1月21日，府底村公布为第七批中国历史文化名村。
2019年6月6日，府底村公布为第五批中国传统村落。